# Walerij Charłamow
Walerij Borisowicz Charłamow (ros. Валерий Борисович Харламов, ur. 14 stycznia 1948 w Moskwie, zm. 27 sierpnia 1981 w Sołniecznogorsku) – radziecki hokeista, reprezentant ZSRR, trzykrotny olimpijczyk.

## Kariera
- CSKA Moskwa (1967–1981)

Uczestniczył w turniejach mistrzostw świata w 1969, 1970, 1971, 1972, 1973, 1974, 1975, 1976, 1977, 1978, 1979, Summit Series 1972, 1974, oraz zimowych igrzysk olimpijskich 1972, 1976, 1980. Brał udział w meczu nazwanym Cud na lodzie.
Jego przyjacielem był inny radziecki hokeista, Aleksandr Malcew (był świadkiem na ślubie Charłamowa). Walerij Charłamow zginął wraz ze swoją żoną w wypadku samochodowym w drodze powrotnej z wakacji. Ich syn Aleksandr (ur. 1975) także był hokeistą.

## Sukcesy
Reprezentacyjne
- Złoty medal mistrzostw świata (8 razy): 1969, 1970, 1971, 1973, 1974, 1975, 1978, 1979
- Srebrny medal mistrzostw świata (2 razy): 1972, 1976
- Brązowy medal mistrzostw świata (1 raz): 1977
- Złoty medal igrzysk olimpijskich (2 razy): 1972, 1976
- Srebrny medal igrzysk olimpijskich (1 raz): 1980

Klubowe
- Złoty medal mistrzostw ZSRR (11 razy): 1968, 1970, 1971, 1972, 1973, 1975, 1977, 1978, 1979, 1980, 1981
- Srebrny medal mistrzostw ZSRR (3 razy): 1969, 1974, 1976
- Puchar ZSRR (5 razy): 1968, 1969, 1973, 1977, 1979
- Finalista Pucharu ZSRR (1 raz): 1976
- Puchar Europy (11 razy): 1969, 1970, 1971, 1972, 1973, 1974, 1976, 1978, 1979, 1980, 1981

Indywidualne
- Liga radziecka 1969/1970:
  - Nagroda Najlepsza Trójka dla tercetu najskuteczniejszych strzelców ligi (oraz Boris Michajłow i Władimir Pietrow) - łącznie 124 gole
- Liga radziecka 1970/1971:
  - Nagroda Najlepsza Trójka dla tercetu najskuteczniejszych strzelców ligi (oraz Boris Michajłow i Władimir Pietrow) - łącznie 88 goli
- Liga radziecka 1971/1972:
  - Nagroda Najlepsza Trójka dla tercetu najskuteczniejszych strzelców ligi (oraz Anatolij Firsow i Władimir Wikułow) - łącznie 78 goli
  - Najlepszy zawodnik sezonu mistrzostw ZSRR w hokeju na lodzie (wraz z Aleksandrem Malcewem)
- Hokej na lodzie na Zimowych Igrzyskach Olimpijskich 1972:
  - Pierwsze miejsce w klasyfikacji strzelców turnieju: 9 goli
  - Pierwsze miejsce w klasyfikacji asystentów turnieju: 6 asyst
  - Pierwsze miejsce w klasyfikacji kanadyjskiej turnieju: 15 punktów
- Mistrzostwa świata w 1972:
  - Skład gwiazd turnieju
- Liga radziecka 1972/1973:
  - Najlepszy zawodnik sezonu mistrzostw ZSRR w hokeju na lodzie
- Mistrzostwa świata w 1973:
  - Skład gwiazd turnieju
- Turniej Izwiestii 1973:
  - Najlepszy napastnik turnieju[2]
- Liga radziecka 1974/1975::
  - Nagroda Najlepsza Trójka dla tercetu najskuteczniejszych strzelców ligi (oraz Boris Michajłow i Władimir Pietrow) - łącznie 60 goli
- Hokej na lodzie na Zimowych Igrzyskach Olimpijskich 1976:
  - Pierwsze miejsce w klasyfikacji asystentów turnieju: 6 asyst
- Mistrzostwa świata w 1976:
  - Skład gwiazd turnieju
- Liga radziecka 1977/1978:
  - Nagroda Najlepsza Trójka dla tercetu najskuteczniejszych strzelców ligi (oraz Boris Michajłow i Władimir Pietrow) - łącznie 78 goli
- Liga radziecka 1979/1980:
  - Nagroda Najlepsza Trójka dla tercetu najskuteczniejszych strzelców ligi (oraz Władimir Krutow i Boris Michajłow) - łącznie 73 gole

## Wyróżnienia

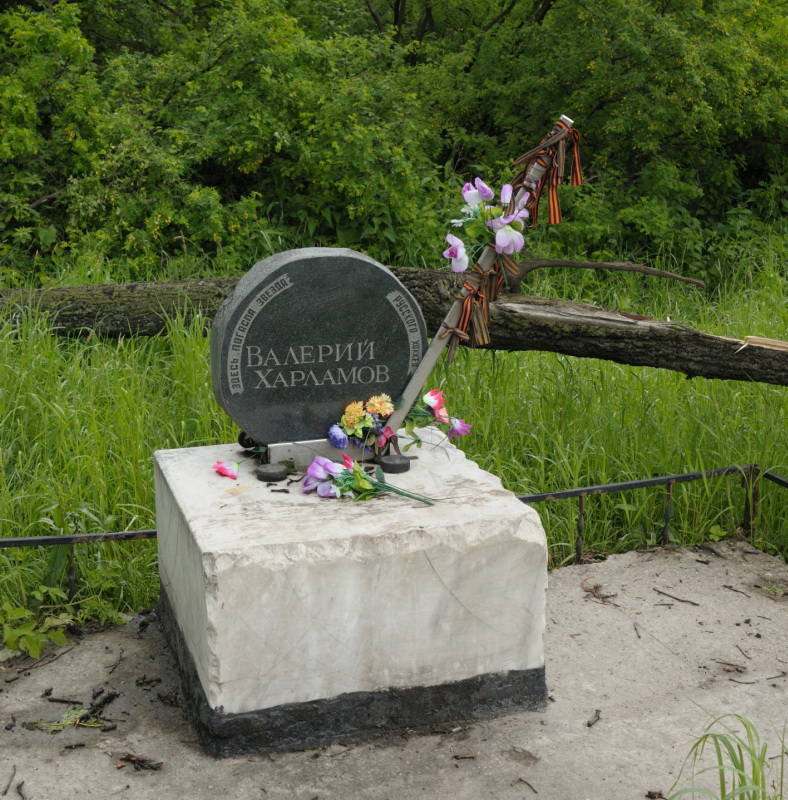
Upamiętnienie w miejscu śmierci Walerija Charłamowa

- Zasłużony Mistrz Sportu ZSRR w hokeju na lodzie: 1969
- Hokeista roku w ZSRR: 1972, 1973
- Galeria Sławy IIHF: 1998
- Hockey Hall of Fame: 2005
- Skład Stulecia IIHF: 2008[3]

## Upamiętnienia
- Jego numer 17 został zastrzeżony w klubie CSKA Moskwa oraz reprezentacji Rosji.
- Na jego cześć nazwano w 2002 Trofeum Charłamowa przyznawane corocznie najbardziej wartościowemu rosyjskiemu hokeiście, występującemu w północnoamerykańskich rozgrywkach NHL.
- Dla upamiętnienia jego osoby władze powstałej w 2008 rosyjskiej ligi hokejowej KHL stworzyły w ramach rozgrywek Dywizję Charłamowa w Konferencji Wschód[4].
- Na jego cześć nazwano Puchar Charłamowa w juniorskich rozgrywkach Mołodiożnaja Chokkiejnaja Liga (MHL).
- Szkółka hokejowa w klubie CSKA Moskwa nosi imię Charłamowa.
- 16 lutego 2013 w Petersburgu odbył się mecz pamięci Charłamowa[5].
- W 2013 powstał film biograficzny Legenda No. 17 opowiadający o życiu Walerija Charłamowa[6][7]. W jego rolę wcielił się Daniła Kozłowski. W filmie wystąpił syn Walerija i Iriny, Aleksandr.
- W styczniu 2014 została wydana książka pt. Nieznany Charłamow autorstwa Leonida Rejziera[8].
- W lutym 2014 pośmiertnie został przyjęty do Rosyjskiej Galerii Hokejowej Sławy[9].